# Liste von Wissenschaftlern der Antike
Dies ist eine Liste von Wissenschaftlern der Antike, die aus Mathematikern, Physikern, Astronomen, Grammatikern, Philologen, Ärzten, Geographen, Ingenieuren, Architekten der Antike besteht.

## A
- Helenius Acron, römischer Grammatiker und Kommentator
- Adrastos von Kyzikos, Mathematiker
- Lucius Aelius Stilo Praeconinus, römischer Philologe
- Ailios Herodianos, griechischer Grammatiker
- Anatolios von Laodicea, Mathematiker
- Anaxagoras, griechischer Philosoph (Vorsokratiker)
- Anthemios von Tralleis, Mathematiker und Architekt, Byzanz
- Antimachos von Kolophon, griechischer Dichter und Grammatiker
- Apollonios Dyskolos, griechischer Grammatiker
- Apollodor von Athen, Grammatiker und Schriftsteller
- Apollodor von Damaskus, Architekt
- Apollonius Eidograph, griechischer Grammatiker
- Archytas von Tarent, Mathematiker
- Aristarchos von Samos, Astronom
- Aristarchos von Samothrake, griechischer Grammatiker
- Aristophanes von Byzanz, griechischer Grammatiker
- Aristotheros, Mathematiker
- Aristoxenos, Mathematiker
- Arusianus Messius, römischer Grammatiker
- Asconius Pedianus, römischer Kommentator klassischer Texte und Grammatiker
- Apollonios von Perge, griechischer Mathematiker
- Apollonios von Rhodos, griechischer Dichter und Gelehrter
- Archimedes, griechischer Mathematiker, Physiker und Ingenieur
- Aristarchos von Samos, griechischer Astronom und Mathematiker
- Aristoteles, griechischer Philosoph und Wissenschaftler
- Artemidor von Ephesos, Geograph
- Athenaios, griechischer Rhetor und Grammatiker
- Attalos von Rhodos, Mathematiker und Astronom
- Autolykos von Pitane, griechischer Astronom und Mathematiker

## B
- Balbus (Agrimensor)
- Baudhayana, indischer Mathematiker
- Bion von Abdera, Mathematiker, Philosoph
- Bryson von Herakleia, Philosoph und Mathematiker

## C
- Publius Valerius Cato, römischer Dichter und Grammatiker
- Aulus Cornelius Celsus, Mediziner
- Censorinus, römischer Grammatiker
- Charmandros, Mathematiker
- Flavius Sosipater Charisius, römischer Grammatiker

## D
- Deinostratos, griechischer Mathematiker und Geometer
- Demokrit, griechischer Naturphilosoph (Vorsokratiker), Atomist
- Didymos Chalkenteros, griechischer Grammatiker
- Dikaiarchos, Mathematiker, Geograph
- Diogenianos Grammatikos, griechischer Grammatiker
- Diokles (Mathematiker)
- Diomedes Grammaticus, oströmischer Grammatiker
- Dion von Neapel, Mathematiker
- Dionysios Iambos, griechischer Grammatiker
- Dionysios Thrax, griechisch-thrakischer Grammatiker
- Diophantos von Alexandria, griechischer Mathematiker
- Pedanios Dioskurides, Arzt und Pharmakologe
- Aelius Donatus, römischer Grammatiker und Rhetoriklehrer
- Dositheos (Mathematiker)

## E
- Empedokles, Naturphilosoph (Vier-Elemente-Lehre)
- Epaphroditus (Agrimensor)
- Erasistratos, griechischer Anatom und Physiologe
- Eratosthenes, vielseitiger Gelehrter, u. a. Mathematiker, Geograph, Astronom, Grammatiker und Historiker
- Eudoxos von Knidos, griechischer Mathematiker, Astronom, Geograph, Arzt, Philosoph und Gesetzgeber
- Euklid, griechischer Mathematiker
- Eupalinos, Ingenieur
- Eutokios, Mathematiker
- Eutychios Proklos, Grammatiker aus Numidien

## F
- Marcus Verrius Flaccus, römischer Grammatiker
- Marcus Cornelius Fronto, römischer Grammatiker, Rhetoriker und Anwalt

## G
- Galenos von Pergamon, griechischer antiker Arzt und Anatom
- Aulus Gellius, römischer Schriftsteller und Grammatiker
- Geminos von Rhodos, Mathematiker

## H
- Helikon von Kyzikos, Mathematiker
- Heron von Alexandria, griechischer Mathematiker und Ingenieur
- Herennios Philon (Philon von Byblos), phönikischer Gelehrter, Grammatiker und Geschichtsschreiber
- Herophilos von Chalkedon, phönizischer Gelehrter, Grammatiker und Geschichtsschreiber
- Hipparchos, griechischer Astronom und Geograph
- Hippasos von Metapont, Mathematiker
- Hippokrates von Chios, griechischer Mathematiker und Astronom
- Hippokrates von Kos, griechischer Mediziner
- Hypatia, spätantike Mathematikerin, Astronomin und Philosophin.
- Hypsikles, Mathematiker

## I
- Isidor von Sevilla, spanischer Gelehrter und Schriftsteller
- Isokrates, griechischer Rhetor und Philosoph

## K
- Kallimachos, hellenistischer Dichter, Gelehrter und alexandrinischer Bibliothekar
- Kallippos von Kyzikos, Mathematiker
- Kallistratos (Grammatiker), griechischer Grammatiker
- Karpos von Antiochia, Mathematiker
- Kephalas, byzantinischer Gelehrter
- Kidinnu, chaldäischer Astronom
- Konon von Samos, Mathematiker
- Krates von Mallos, griechischer Philosoph und Grammatiker
- Ktesias von Knidos, griechischer Arzt und Geschichtsschreiber
- Ktesibios, griechischer Techniker, Erfinder und Mathematiker

## L
- Leukipp, Philosoph und Atomist
- Lykophron aus Chalkis, griechischer Grammatiker und Dichter
- Lysanias von Kyrene, griechischer Grammatiker

## M
- Macrobius Ambrosius Theodosius, spätantiker römischer Philosoph und Grammatiker
- Terentianus Maurus, lateinischer Grammatiker und Theoretiker der Metrik
- Menaichmos (Mathematiker)
- Menelaos (Mathematiker)
- Moschos, altgriechischer Grammatiker und bukolischer Dichter
- Moses von Choren, spätantiker armenischer Historiker
- Menaichmos, griechischer Mathematiker
- Menaichmos von Sikyon, griechischer Geschichtsschreiber (4. Jahrhundert v. Chr.)

## N
- Nabu-rimanni, chaldäischer Astronom
- Nikandros aus Kolophon, griechischer Arzt, Grammatiker und Dichter
- Nikanor aus Alexandria, griechischer Grammatiker
- Nikanor aus Kos, griechischer Grammatiker
- Nikanor aus Kyrene, griechischer Grammatiker
- Nikokles (Rhetor), griechischer Grammatiker und Rhetor aus Sparta
- Nikomachos von Gerasa, Mathematiker
- Nikomedes, griechischer Mathematiker
- Marcus Iunius Nipsus, Agrimensor
- Nonius Marcellus, spätrömischer Grammatiker und Lexikograph

## O
- Oinopides, Mathematiker und Astronom

## P
- Pamphilos von Alexandria, griechischer Grammatiker und Lexikograph
- Pappos, griechischer Mathematiker (Geometer)
- Pausanias, Geograph
- Phaidon von Elis, ein griechischer Philosoph
- Philetas, griechischer Dichter und Grammatiker aus Kos
- Philon von Byzanz, Erfinder, Konstrukteur und Autor
- Philon von Gadara, Mathematiker
- Pingala (Grammatiker), indischer Grammatiker und Mathematiker
- Platon, griechischer Philosoph, Mathematiker
- Photios I., griechischer Grammatiker, Rhetoriker, Philosoph und Theologe sowie Patriarch von Konstantinopel
- Plinius der Ältere, Naturforscher
- Pomponius Porphyrio, antiker Grammatiker und Verfasser eines Horazkommentars
- Claudius Ptolemäus, griechischer Mathematiker, Geograph, Astronom, Astrologe, Musiktheoretiker und Philosoph
- Priscian, spätantiker lateinischer Grammatiker
- Marcus Valerius Probus, lateinischer Grammatiker
- Pythagoras, antiker griechischer Philosoph (Vorsokratiker), Mathematiker

## S
- Serenus von Antinoupolis, Mathematiker
- Maurus Servius Honoratius, römischer Philologe
- Solinus, römischer Philologe
- Soudines, babylonischer Astronom
- Stephanos (Grammatiker im 7. Jahrhundert), byzantinischer Grammatiker
- Stephanos von Byzanz, spätantiker griechischer Grammatiker
- Johannes Stobaios, Autor und Sammler antiker philosophischer Aufzeichnungen und Lehrmeinungen
- Strabon, Geograph

## T
- Thales, griechischer Mathematiker und Philosoph
- Theaitetos, griechischer Mathematiker
- Theodoros von Asine, Philosoph (Neuplatoniker), 4. Jahrhundert n. Chr.
- Theodoros von Kyrene (Mathematiker), griechischer Mathematiker
- Theodoros von Phokaia, griechischer Architekt, 4. Jahrhundert v. Chr. Architekt der Tholos in Delphi
- Theodoros von Samos, griechischer Architekt, vielseitiger Erfinder und Künstler, 6. Jahrhundert v. Chr.
- Theodoros von Soloi, griechischer Platoniker und Mathematiker
- Theodosios von Bithynien, Mathematiker
- Theon von Alexandria, antiker Astronom und Mathematiker
- Theon von Smyrna, Mathematiker
- Thymaridas von Paros, Mathematiker
- Tryphon (Grammatiker), Grammatiker aus Alexandria

## V
- Marcus Terentius Varro, römischer Polyhistor (Grammatiker, Philosoph und Historiker)
- Marius Victorinus, spätantiker römischer Rhetor und christlicher Gelehrter
- Victorius von Aquitanien, Mathematiker
- Vitruv, römischer Architekt
- Varahamihira, indischer Astronom, Mathematiker, Philosoph, Gelehrter

## X
- Xenophanes, vorsokratischer Philosoph und Dichter der griechischen Antike, Beitrag zur Paläontologie

## Z
- Zenodoros (Mathematiker)
- Zenon von Sidon, Mathematiker
- Zenodotos von Ephesos, griechischer Grammatiker